# Злавесь-Мала
Злавесь-Мала (пол. Zławieś Mała) — село в Польщі, у гміні Злавесь-Велика Торунського повіту Куявсько-Поморського воєводства.
Населення — 1026 осіб (2011).
У 1975-1998 роках село належало до Торунського воєводства.

## Демографія
Демографічна структура станом на 31 березня 2011 року:
|          | Загалом | Допрацездатний вік | Працездатний вік | Постпрацездатний вік |
| -------- | ------- | ------------------ | ---------------- | -------------------- |
| Чоловіки | 504     | 132                | 345              | 27                   |
| Жінки    | 522     | 138                | 305              | 79                   |
| Разом    | 1026    | 270                | 650              | 106                  |